# 的場昭弘
的場 昭弘（まとば あきひろ、1952年〈昭和27年〉10月25日 - ）は、日本の経済学者（社会思想史専門）。神奈川大学経済学部名誉教授。元神奈川大学図書館長。元アソシエ21事務局長。日本のマルクス経済学者。

## 来歴
宮崎県宮崎市生まれ。小-中学校は広島県広島市で育ち、広島市立戸坂小学校と広島市立牛田中学校に通う。1984年、慶應義塾大学大学院経済学研究科博士課程満期退学し、一橋大学社会科学古典資料センター助手。
1987年、東京造形大学助教授。1988年、『トリーアの社会史 カール・マルクスとその背景』で慶大経済学博士。1991年、神奈川大学短期大学部助教授。1994年、神奈川大学短期大学部教授。2000年、短大廃止により経済学部教授。2023年退任。
新MEGAの編集作業に携わる。新MEGA編集の第4部第29巻をベルリン、モスクワ、アムステルダムの編集者たちと共に担当する日本編集委員会・歴史グループ代表。

### 学生時代
大学3年時に遊部久蔵ゼミに入る。ゼミでは『経済学批判』の輪読が行われた。この頃、ドイツ語の『マルクス・エンゲルス全集（通称：Werke）』を全巻購入する。卒論のテーマは「ソ連における一九六五年の経済改革」であった。
大学院には経済理論専攻で入学し、飯田裕康のゼミに入る。修士課程2年目に、エルネスト・マンデルの『後期資本主義』を飯田と共に翻訳する。修士論文は『ソヴィエトにおける信用・貨幣制度』である。博士課程4年目の1981年、ザグレブ大学に留学する。そこで、マルクスとトリーアの関係を調べる。

## 主張
- 2022年ロシアのウクライナ侵攻勃発の2日後、「ウクライナは民族の主権国家ではなく、NATOはもちろんEUにも入らず中立的な連邦国家となり、さらにはドンバス地方は独立国家となるべきで、ウクライナはドンバスの独立を認めて自立を承認するべき」と主張した[8]。
- アフリカ諸国に対する植民地支配や経済搾取を行ってきた西側諸国が、ロシアのウクライナ侵攻のみをことさらに批判するのはダブルスタンダードではないかという指摘も行っている[9]。

## 著書

### 単著
- 『トリーアの社会史——カール・マルクスとその背景』（未來社、1986年。ISBN 978-4624110970）
- 『「フォアヴェルツ」とドイツ人亡命者達——パリのマルクスに関連して』（一橋大学社会科学古典資料センター、1987年。）
- 『パリの中のマルクス——1840年代のマルクスとパリ』（御茶の水書房、1995年。ISBN 978-4275015822）
- 『フランスの中のドイツ人——1848年革命前後の移民、亡命者、遍歴職人と社会主義運動』（御茶の水書房、1995年。ISBN 978-4275015914）
- 『ポスト現代のマルクス——マルクス像の再構成をめぐって』（御茶の水書房、2001年。ISBN 978-4275018786）
- 『未完のマルクス——全集プロジェクトと20世紀』（平凡社選書、2002年。ISBN 978-4582842173）
- 『マルクスだったらこう考える』（光文社新書、2004年。ISBN 978-4334032814）
- 『マルクスを再読する——「帝国」とどう戦うか』（五月書房、2005年。ISBN 978-4772704083）
- 『近代と反近代との相克——社会思想史入門』（御茶の水書房、2006年。ISBN 978-4275004178）
- 『マルクスに誘われて——みずみずしい思想を追う』（亜紀書房、2006年。ISBN 978-4750506029）
- 『ネオ共産主義論』（光文社新書、2006年。ISBN 978-4334033491）
- 『超訳『資本論』』全3巻（祥伝社新書、2008 - 2009年。ISBN 978-4396111113 他）
- 『もうひとつの世界がやってくる——危機の時代に新しい可能性を見る』（世界書院、2009年。ISBN 978-4792720988）
- 『とっさのマルクス——あなたを守る名言集』（幻冬舎、2009年。ISBN 978-4344016873）
- 『一週間de資本論』（日本放送出版協会、2010年。ISBN 978-4140814383）
- 『NHKカルチャーラジオ 歴史再発見 21世紀から見る『資本論』―マルクスとその時代』（NHK出版、2011年。ISBN 978-4149107783）
- 『待ち望む力——ブロッホ、スピノザ、ヴェイユ、アーレント、マルクスが語る希望』（晶文社、2013年。ISBN 978-4794969019）
- 『マルクスとともに資本主義の終わりを考える』（亜紀書房、2014年。ISBN 978-4750514161）
- 『大学生に語る 資本主義の200年』（祥伝社新書、2015年。ISBN 978-4396114022）
- 『「革命」再考——資本主義後の世界を想う』（角川新書、2017年。ISBN 978-4040821214）
- 『マルクスを再読する』（KADOKAWA、2017年。ISBN 978-4041053683）
- 『最強の思考法 「抽象化する力」の講義』（日本実業出版社、2018年。ISBN 978-4534055668）
- 『カール・マルクス入門』（作品社、2018年。ISBN 978-4861826832）
- 『未来のプルードン』（亜紀書房、2020年。ISBN 978-4750516448）
- 『資本主義全史』（SBクリエイティブ、2022年。ISBN 978-4815615277）
- 『「19世紀」でわかる世界史講義』（日本実業出版社、2022年。ISBN 978-4534059321）
- 『20歳の自分に教えたい資本論』（SBクリエイティブ、2022年。ISBN 978-4815617516）
- 『マルクスで読み解く世界史』（教育評論社、2022年。ISBN 978-4866240671）
- 『資本主義がわかる「20世紀」世界史講義』（日本実業出版社、2023年。ISBN 978-4534060402）
- 『21世紀世界史講義　恐慌・パンデミック・戦争』（日本実業出版社、2024年。ISBN 978-4534061317）

### 共編著
- 『都市と思想家』全2巻（共編：石塚正英・柴田隆行・村上俊介、法政大学出版局、1996年。ISBN 978-4588600265 他）
- 『一八四八年革命の射程』（共編：高草木光一、御茶の水書房、1998年。ISBN 978-4275017277）
- 『感性の歴史学ー社会史の方法と未来ー』（共著：アラン・コルバン・橘川俊忠、御茶の水書房、2000年。ISBN 978-4275017925）
- 『新マルクス学事典』（共編：石塚正英・内田弘・柴田隆行、弘文堂、2000年。ISBN 978-4335150449）
- 『〈帝国〉を考える——アメリカ、東アジア、そして日本』（双風舎、2004年。ISBN 978-4902465020） ※編著
- 『マルクスから見たロシア、ロシアから見たマルクス——レーニンの革命論、オリエンタリズム、国家イデオロギー装置論をめぐって』（五月書房、2007年。ISBN 978-4772704595）
- 『「アメリカ覇権」という信仰』（共著：エマニュエル・トッド・加藤出他、藤原書店、2009年。ISBN 978-4894346949）
- 『国家の危機』（共著：佐藤優、KKベストセラーズ、2011年。ISBN 978-4584133194）
- 『復権するマルクス』（共著：佐藤優、KADOKAWA、2016年。ISBN 978-4040820613）
- 『基本書を読む』（共著：本村凌二他、毎日新聞出版、2017年。ASIN B07547LWVJ）
- 『いまこそ「社会主義」』（共著：池上彰、朝日新聞出版、2020年。ISBN 978-4022951076）
- 『希望と絶望の世界史 ― 転換期の思想を問う』（共著・前田朗、三一書房、2024年。ISBN 978-4-380-24003-4）

### 監修
- 『知識ゼロからのマルクス経済学入門』（弘兼憲史著、幻冬舎、2009年。ISBN 978-4344901452）
- 『漫画 資本論』（作画：阿部はるき、サンガ、2009年。ISBN 978-4904507476）
- 『まんが図解 まるかじり! 資本論』（青春出版社、2014年。ISBN 978-4413039345）
- 『高校生からのマルクス漫画講座』（コリンヌ・マイエール著、いそっぷ社、2015年。ISBN 978-4900963665）
- 『図解 明日を生きるための資本論』（青春出版社、2021年。ISBN 978-4413211864）
- 『マンガでわかる資本論』（池田書店、2022年。ISBN 978-4-262-15582-1）
- 『落語で資本論　世知辛い資本主義社会のいなし方』 立川談慶著（日本実業出版社、2023年7月） ISBN 978-4534060310

### 翻訳
- エルネスト・マンデル『後期資本主義』全3巻中第1 - 2巻（共訳：飯田裕康、柘植書房、1980年 - 1981年。ISBN 978-4806802860 他）
- ベルナール・ストロフ『建築家ルドゥー』（共訳：多木浩二、青土社、1996年。ISBN 978-4791753932）
- ローズマリー・アシュトン『ロンドンのドイツ人——ヴィクトリア期の英国におけるドイツ人亡命者たち』（共訳：大島幸治、御茶の水書房、2001年。ISBN 978-4275018243） ※監訳
- イシュトヴァン・メーサロシュ『社会主義か野蛮か——アメリカの世紀から岐路へ』（共訳：志村建・福田光弘・鈴木正彦、こぶし書房、2004年。ISBN 978-4875591856） ※監訳
- 『新訳 共産党宣言　初版ブルクハルト版（1848）』（作品社、2010年、新装版：2018年。ISBN 978-4861822919他）
- 『新訳 初期マルクス』（作品社、2013年。ISBN 978-4861824074）
- ジャック・アタリ『世界精神マルクス』（藤原書店、2014年。ISBN 978-4894349735）
- ジャック・アタリ『ユダヤ人、世界と貨幣——一神教と経済の4000年史』（作品社、2015年。ISBN 978-4861824890）
- ヨーロッパの怒れる経済学者たち『今とは違う経済をつくるための15の政策提言』（作品社、2016年。ISBN 978-4861825675）※監訳
- ジャック・アタリ他『未来のために何をなすべきか？』（作品社、2016年。ISBN 978-4861825811）
- カール・マルクス『新訳 哲学の貧困』（作品社、2020年。ISBN 978-4861828041）

## 出演
- 『エアレボリューション』（ニコニコ生放送、2023年10月19日、2024年10月3日）